# لامبورگینی کالا
لامبورگینی کالا (به انگلیسی: Lamborghini Calà؛ همچنین با نام ایتال‌دیزاین کالا شناخته می‌شود) یک خودروی مفهومی بود که توسط ایتال‌دیزاین برای لامبورگینی طراحی شد. این خودرو اولین بار در نمایشگاه خودرو ژنو ۱۹۹۵ نشان داده شد. این یک نمونه اولیه کاملاً کاربردی بود که هرگز به تولید نرسید. نام آن برگرفته از گویش پیدمونتی شمال ایتالیا بود و به معنای "نگاه کن، آن طرف!"
کالا توسط ایتال‌دیزاین برای رفع نیاز لامبورگینی به جایگزینی برای جالپا در نظر گرفته شد که تولید آن در سال ۱۹۸۸ به‌دستور صاحبان آن زمان شرکت، کرایسلر، متوقف شد. زمانی که کرایسلر لامبورگینی را در سال ۱۹۹۴ به مگاتک فروخت، طراحی کالا شکل گرفت، اما زمانی که مگاتک در سال ۱۹۹۸ لامبورگینی را به گروه فولکس‌واگن فروخت، این مفهوم کنار گذاشته شد. پانزده سال پس از پایان تولید، جالپا سرانجام در سال ۲۰۰۳ با گایاردو جایگزین شد که از اصول کالا به‌عنوان الهام‌بخش استفاده می‌کرد.

## طراحی و مشخصات

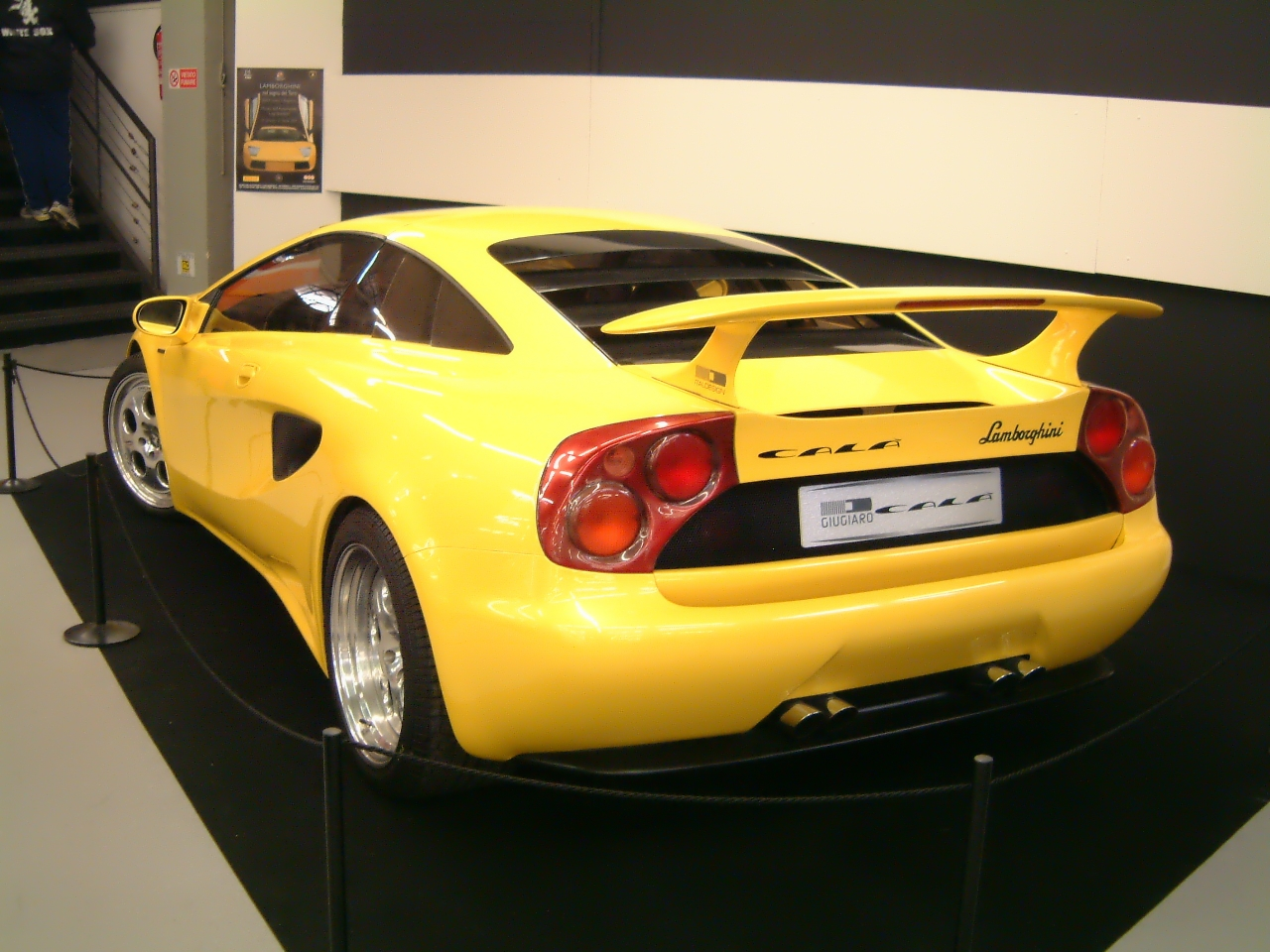
لامبورگینی کالا: نمای پشت

کالا توسط یک موتور وی۱۰ در وسط نصب شده بود که حداکثر توان خروجی ۴۰۰ اسب بخار متری (۲۹۴ کیلووات؛ ۳۹۵ اسب بخار) را تولید می‌کرد. این خودرو با یک جعبه‌دنده ۶ سرعته دستی که چرخ‌های عقب را به حرکت درمی‌آورد، با شاسی آلومینیومی و بدنه فیبر کربنی دست‌ساز متصل شده بود. این خودرو عناصری را از برخی از خودروهای تولیدی نمادین لامبورگینی، مانند چراغ‌های جلوی میورا و صفحه‌نمایش عریض کانتاش به عاریت گرفته‌است. حداکثر سرعت ۲۹۱ کیلومتر بر ساعت (۱۸۱ مایل بر ساعت) تخمین زده شد، درحالی‌که شتاب ۰–۹۷ کیلومتر بر ساعت (۰–۶۰ مایل بر ساعت) کمتر از ۵ ثانیه بود. کالا بر اساس نمونه اولیه پی۱۴۰ قبلی به سبک گاندینی ساخته شد.

## رسانه‌های دیگر
این خودرو روی جلد و در بازی ویدئویی جنون سرعت ۲ در سال ۱۹۹۷ به نمایش درآمده است.